# Стоукс, Уитли
Уитли Стоукс (англ. Whitley Stokes) (28 февраля 1830 — 13 апреля 1909) — ирландский юрист и кельтолог.

## Биография
Уитли Стоукс был сыном врача сэра Уильяма Стоукса и Мэри Блэк. У него был брат Уильям (также врач) и сестра Маргарет, автор нескольких книг о средневековой Ирландии. Стоукс родился в Дублине и получил образование в колледже святого Колумбы. В доме его отца часто бывали ирландские историки и филологи — Юджин О’Карри, Джон О’Донован и Джордж Петри. В 1846 году он поступил в Тринити-колледж, Дублин, который окончил в 1851-м. В 1855 году он стал барристером в Лондоне, и в 1862 году уехал в Индию, где занимал различные должности в британской судебной системе. В 1865 году Стоукс женился на Мэри Бейзли, от которой у него было двое сыновей и две дочери .
Ко времени своего отъезда в Индию Стоукс хорошо владел не только ирландским языком (который начал учить ещё в школе), но и санскритом, который в Тринити-колледже преподавал германский филолог-компаративист Рудольф Зигфрид.Ещё в Индии Стоукс выпустил несколько работ, значимых для изучения средневековой ирландской литературы и древнеирландского языка: издал так называемый «Словарь Кормака» (Sanas Cormaic) (1868), жития святого Патрика, Бригиты и Колумбы (1877). В то же время Стоукс продолжал активно работать как юрист: в 1877 году он стал членом совета при вице-короле Индии, а в 1879 году — председателем комиссии по индийскому законодательству. В 1881 году учёный вернулся в Англию и поселился в Лондоне, где в 1884 году женился на Элизабет Темпл (его первая жена умерла ещё во время пребывания в Индии). Стоукс был действительным членом Британской академии и почётным членом многих других академий и научных обществ, кавалером Ордена Звезды Индии и Ордена Индийской империи.

## Научная работа
Уитли Стоукс наиболее известен, как кельтолог; в этой области он работал, начиная с 1862 года. Стоукс изучал ирландский, бретонский и корнский языки и издавал древне- и среднеирландские, бретонские и корнские тексты. В основном кельтские языки интересовали его как источник материала для сравнительного языкознания. Будучи специалистом по древнеирландскому языку, Стоукс не владел современным ирландским языком и не мог на нём говорить.
Стоуксу принадлежат десятки высококачественных изданий древне- и среднеирландских текстов (только избранная библиография его работ насчитывает 133 названия). Большинство изданий Стоукса до сих пор используется историками и филологами. Среди них — «Старина мест», «Трёхчастное житие святого Патрика» (в двух томах), «Жития святых из Книги Лисмора», «Анналы Тигернаха», «Чудо Колума Килле», «Календарь Энгуса» и многие другие. Подсчитано, что в общем и целом вклад Стоукса в кельтологию составляет более 15 000 страниц различных публикаций. Стоукс был другом Куно Мейера; совместно с Мейером он основал журнал Archiv für celtische Lexicographie и вместе с Эрнестом Виндишем выступил редактором издававшейся в Лейпциге серии Irische Texte.
В некрологе, опубликованном в газете Гэльской лиги «Меч Света» (ирл. An Claidheamh Soluis) Стоукс был назван «величайшим из кельтологов». В 1929 году канадский учёный Джеймс Кенни писал, что Стоукс — «величайший филолог, которого когда-либо породила Ирландия и он единственный, кого можно поставить в один ряд с прославленными европейскими учёными». При этом тот же Д. Кенни отмечал, что с чисто исторической точки зрения издания Стоукса (например, «Анналы Тигернаха») не всегда были безупречны, но при этом он был готов признавать свои ошибки и его публикации всегда снабжались списком поправок и добавлений. В 2009 году в Кембриджском университете прошла конференция, посвящённая столетию со дня смерти учёного: «Ирландия, Индия, Лондон: трёхчастное житие Уитли Стоукса» («Ireland, India, London: The Tripartite Life Of Whitley Stokes»). 150 записных книжек Стоукса были обнаружены недавно в библиотеке Лейпцигского университета; отрывки из них планировались к публикации ирландским историком Д. О Кронином в 2010 году.

## Основные труды
- Three Irish Glossaries (1862) онлайн
- Beunans Meriasek. The life of Saint Meriasek, bishop and confessor. A Cornish drama (1872)онлайн
- Three Middle-Irish Homilies (1877) онлайн
- The Tripartite life of Patrick : with other documents relating to that saint (1887) онлайн
- Old Irish Glosses at Würzburg and Carlsruhe (1887) онлайн
- Irische Texte published at Leipzig (1880—1900), совместно с Эрнестом Виндишем
- The Anglo-Indian Codes (1887).
- Lives of Saints from the Book of Lismore (1890) онлайн
- Urkeltischer Sprachschatz (1894) совместно с Адальбертом Бецценбергером
- Thesaurus Palaeohibernicus (1901-03) совместно Джоном Строном, том 1, том 2
- The Martyrology of Oengus the Culdee: Félire Óengusso Céli Dé (1905) онлайн